# Ghost (песня)
Ghost (рус. Призрак) — дебютный сингл британской певицы и автора песен Эллы Хендерсон, написанный в соавторстве с Райаном Теддером, Ноэлем Занканеллой. Выпущен 8 июня 2014 года в качестве сингла с её предстоящего дебютного студийного альбома «Chapter One». После этого, сингл занял первые места в чартах Ирландии и Великобритании. Клип на песню был снят в Новом Орлеане в штате Луизиана в марте 2014 года.

## Контекст и запись
18 ноября 2012 года Элла Хендерсон заняла шестое место в девятом сезоне «The X Factor» и вышла из конкурса, несмотря на то, что имела хорошие шансы для победы. 15 декабря, в интервью в ток-шоу «The Saturday Night Show» на ирландском телевидении «RTÉ», она заявила о подписании контракта с лейблом Саймона Коуэлла «Syco Music». 22 января 2013 года, она снова подтвердила этот факт, сказав, что «самое главное, что я искала, была возможность принятия творческого участия с лучшей командой, чтобы показать лучшее от меня. Факт, что он позволил мне творческое участие стал подавляющим».
Песня «Ghost» была написана самой Хендерсон, фронтменом группы «OneRepublic» Райаном Теддером и продюсером Ноэлем Занканеллой. Песня была записана в студии звукозаписи Теддера в Денвере 12 января 2014 года в день 18-летия Хендерсон. В марте Хендерсон заявила, что это будет её дебютный сингл и он был опубликован 8 июня 2014 года. В первый раз песня вышла в радиоэфире на станции «Capital FM» 10 мая 2014 года.

## Рецензии
Льюис Корнер из «Digital Spy» дал песне положительный отзыв, заявив, что:
В конечном результате, первый сингл «Ghost», сделает Эллу достойным победителем, не говоря уже о том, что кто-то стал жертвой ударной ликвидации в середине сезона. «Я продолжаю идти молиться к реке/Потому что мне нужно то, что может вымыть всю боль», Хендерсон исповедует более топающие американские народные ритмы в сопровождении протяжных звуков гитары, находясь где-то между сердечностью Адель и чувствительностью Леоны Льюис. Это темнота, задумчивость и много боли, но самой главной озабоченностью для Эллы является незабываемый дебют.

## Продажи и позиции в чартах
«Ghost» занял № 1 в «UK Singles Chart» 15 июня, после распространения 132 тысяч копий за первую неделю продаж и заняв также первую позицию в «Irish Singles Chart». Песня оставалась на первом месте в Великобритании в течение второй недели, продаваясь лучше на 3000 копий, чем альбом «Don't Stop» группы «5 Seconds of Summer». Всего за первые две недели в Великобритании было продано 215382 копий в Великобритании, после чего Британская индустрия звукозаписи официально сертифицировала сингл как серебряный.

## Музыкальные клипы
Первый клип на песню «Ghost» был выложен на сайте «YouTube» 23 апреля 2014 года. Он был снят в Новом Орлеане в штате Луизиана 10 марта 2014 года и показывает исполнение песни Эллой Хендерсон в интерьерах мотеля.
Ещё одно видео было выпущено по ремиксу на песню 14 апреля 2014 года. Режиссёр Джем Талбот изобразил молодую женщину (актриса Самара Цвайн), ходящую по пустому дому и вспоминающую свои отношения.

## Живые выступления
26 мая 2014 года Хендерсон исполнила песню «Ghost» в первый раз в первом живом полуфинале в восьмом сезоне шоу «Britain's Got Talent». На канале «Br4Music» была исполнена акустическая версия.

## Список композиций
| №  | Название | Длительность |
| -- | -------- | ------------ |
| 1. | «Ghost»  | 3:36         |

| №  | Название                          | Длительность |
| -- | --------------------------------- | ------------ |
| 1. | «Ghost»                           | 3:36         |
| 2. | «Ghost» (Switch Remix Radio Edit) | 3:40         |

| №  | Название                          | Длительность |
| -- | --------------------------------- | ------------ |
| 1. | «Ghost» (Switch Remix Radio Edit) | 3:40         |
| 2. | «Ghost» (Kastle Remix Radio Edit) | 3:36         |
| 3. | «Ghost» (Oliver Nelson Remix)     | 5:04         |

## Чарты и сертификаты
| Чарт (2014-15)                         | Лучшая позиция |
| -------------------------------------- | -------------- |
| Австралия (ARIA)                       | 3              |
| Австрия (Ö3 Austria Top 40)            | 2              |
| Бельгия/Фландрия (Ultratop 50)         | 28             |
| Brazil (ABPD)                          | 27             |
| Канада (Billboard Canadian Hot 100)    | 12             |
| Канада (Billboard AC)                  | 5              |
| Канада (Billboard CHR/Top 40)          | 13             |
| Канада (Billboard Hot AC)              | 6              |
| Чехия (Rádio — Top 100)                | 8              |
| Чехия (Singles Digitál Top 100)        | 9              |
| Дания (Tracklisten)                    | 15             |
| Europe (Euro Digital Songs)            | 1              |
| Финляндия (Suomen virallinen lista)    | 20             |
| Германия (GfK)                         | 3              |
| Венгрия (Rádiós Top 40)                | 3              |
| Венгрия (Single Top 40)                | 6              |
| Ирландия (IRMA)                        | 1              |
| Нидерланды (Dutch Top 40)              | 37             |
| Нидерланды (Single Top 100)            | 32             |
| Новая Зеландия (Recorded Music NZ)     | 4              |
| Польша (Polish Airplay Top 100)        | 8              |
| Шотландия (OCC Scotland)               | 1              |
| Словакия (Rádio — Top 100)             | 3              |
| Словакия (Singles Digitál Top 100)     | 13             |
| Slovenia (SloTop50)                    | 7              |
| ЮАР (EMA)                              | 8              |
| Швеция (Sverigetopplistan)             | 11             |
| Швейцария (Schweizer Hitparade)        | 10             |
| Великобритания (OCC UK Singles)        | 1              |
| США (Billboard Hot 100)                | 21             |
| США (Billboard Adult Contemporary)     | 15             |
| США (Billboard Adult Pop Airplay)      | 5              |
| США (Billboard Dance/Mix Show Airplay) | 20             |
| США (Billboard Pop Airplay)            | 11             |

| Чарт (2014)                          | Позиция |
| ------------------------------------ | ------- |
| Australia (ARIA)                     | 31      |
| Austria (Ö3 Austria Top 40)          | 40      |
| Germany (Official German Charts)     | 37      |
| Ireland (IRMA)                       | 10      |
| New Zealand (Recorded Music NZ)      | 33      |
| Slovenia (SloTop50)                  | 46      |
| Sweden (Sverigetopplistan)           | 66      |
| Switzerland (Schweizer Hitparade)    | 54      |
| UK Singles (Official Charts Company) | 6       |

| Chart (2015)                      | Position |
| --------------------------------- | -------- |
| Canada (Canadian Hot 100)         | 48       |
| Slovenia (SloTop50)               | 33       |
| US Billboard Hot 100              | 93       |
| US Adult Contemporary (Billboard) | 36       |
| US Adult Pop Songs (Billboard)    | 23       |

| Регион | Сертификация  | Продажи    |
| --- | ------------- | ---------- |
| Австралия (ARIA) | 3× Платиновый | 210 000^   |
| Германия (BVMI) | Золотой       | 200 000^   |
| Новая Зеландия (RMNZ) | Платиновый    | 15 000*    |
| Швеция (GLF) | Золотой       | 20 000     |
| Швейцария (IFPI Switzerland) | Золотой       | 15 000^    |
| Великобритания (BPI) | 2× Платиновый | 1 560 000  |
| США (RIAA) | Платиновый    | 1 000 000  |
| Стриминг |               |            |
| Дания (IFPI Danmark) | Платиновый    | 2 600 000^ |
| * Данные о продажах приведены только на основе сертификации. · ^ Данные о тиражах приведены только на основе сертификации. · Данные о продажах + прослушиваниях приведены только на основе сертификации. |               |            |

## Релизы
| Страна         | Дата            | Формат                 | Лейбл            |
| -------------- | --------------- | ---------------------- | ---------------- |
| Австрия        | 6 июня 2014     | Цифровое скачивание    | Syco Music       |
| Германия       | 6 июня 2014     | Цифровое скачивание    | Syco Music       |
| Ирландия       | 6 июня 2014     | Цифровое скачивание    | Syco Music       |
| Швейцария      | 6 июня 2014     | Цифровое скачивание    | Syco Music       |
| Великобритания | 8 июня 2014     | Цифровое скачивание    | Syco Music       |
| Франция        | 9 июня 2014     | Цифровое скачивание    | Syco Music       |
| Испания        | 9 июня 2014     | Цифровое скачивание    | Syco Music       |
| Италия         | 10 июня 2014    | Цифровое скачивание    | Syco Music       |
| Италия         | 25 июля 2014    | Contemporary hit radio | Sony Music Italy |
| США            | 29 июля 2014    | Цифровое скачивание    | Columbia Records |
| Австрия        | 29 августа 2014 | CD single              | Syco Music       |
| Германия       | 29 августа 2014 | CD single              | Syco Music       |
| Швейцария      | 29 августа 2014 | CD single              | Syco Music       |